# Girola
 (septembre 2023).
La mise en forme du texte ne suit pas les recommandations de Wikipédia : il faut le « wikifier ».
Les points d'amélioration suivants sont les cas les plus fréquents. Le détail des points à revoir est peut-être précisé sur la page de discussion.
- Les titres sont pré-formatés par le logiciel. Ils ne sont ni en capitales, ni en gras.
- Le texte ne doit pas être écrit en capitales (les noms de famille non plus), ni en gras, ni en italique, ni en « petit »…
- Le gras n'est utilisé que pour surligner le titre de l'article dans l'introduction, une seule fois.
- L'italique est rarement utilisé : mots en langue étrangère, titres d'œuvres, noms de bateaux, etc.
- Les citations ne sont pas en italique mais en corps de texte normal. Elles sont entourées par des guillemets français : « et ».
- Les listes à puces sont à éviter, des paragraphes rédigés étant largement préférés. Les tableaux sont à réserver à la présentation de données structurées (résultats, etc.).
- Les appels de note de bas de page (petits chiffres en exposant, introduits par l'outil «  Source ») sont à placer entre la fin de phrase et le point final[comme ça].
- Les liens internes (vers d'autres articles de Wikipédia) sont à choisir avec parcimonie. Créez des liens vers des articles approfondissant le sujet. Les termes génériques sans rapport avec le sujet sont à éviter, ainsi que les répétitions de liens vers un même terme.
- Les liens externes sont à placer uniquement dans une section « Liens externes », à la fin de l'article. Ces liens sont à choisir avec parcimonie suivant les règles définies. Si un lien sert de source à l'article, son insertion dans le texte est à faire par les notes de bas de page.
- La présentation des références doit suivre les conventions bibliographiques. Il est recommandé d'utiliser les modèles {{Ouvrage}}, {{Chapitre}}, {{Article}}, {{Lien web}} et/ou {{Bibliographie}}. Le mode d'édition visuel peut mettre en forme automatiquement les références.
- Insérer une infobox (cadre d'informations à droite) n'est pas obligatoire pour parachever la mise en page.

Pour une aide détaillée, merci de consulter Aide:Wikification.
Si vous pensez que ces points ont été résolus, vous pouvez retirer ce bandeau et améliorer la mise en forme d'un autre article.
L'entreprise Girola S.p.A. était une entreprise italienne de BTP spécialisée dans les grands travaux de génie civil et particulièrement les barrages. En 1993 elle a été intégrée dans le groupe Impregilo SpA.

## Histoire
L'entreprise Umberto Girola a été fondée en 1906 à Milan et réalise, à ses débuts, des ouvrages de petite et moyenne importance liés à la rapide expansion de la ville de Milan. Grâce à l'esprit visionnaire de son fondateur et à ses capacités de gestionnaire aguerri, l'entreprise va connaître une très forte croissance en se spécialisant très vite dans la construction d'ouvrages de génie-civil : ponts et viaducs, routes et barrages.
L’entreprise se développe rapidement en Italie et, à la fin des années 1950, le fils du fondateur, Cesare Girola, prend la direction de l'entreprise et se tourne vers l'étranger, s'associe avec ses confrères italiens Fiat Impresit, Lodigiani et le cabinet d'ingénierie Dott. Ing. Giuseppe Torno & C pour fonder la société Impresit South Africa Ltd qui va remporter le marché de construction du barrage de Kariba, en Rhodésie, le plus important au monde à l'époque. Les travaux vont se dérouler de 1956 à 1959.
En 1960, après la grande réussite du barrage de Kariba, les trois entreprises décident de resserrer leurs liens et fondent une filiale commune baptisée IMPREGILO pour IMP : Impresit, GI : Girola et LO : Lodigiani. L'entreprise Impregilo SpA est immédiatement classée parmi les entreprises leaders mondiales dans le domaine des travaux publics et notamment les équipements hydroélectriques.

## Les principales réalisations

### Secteur hydroélectrique
- En Italie depuis sa création, l'entreprise a construit plus de 40 ouvrages :
  - barrage de Santa Rosalia au nord de Raguse en Sicile,
  - la centrale hydroélectrique de Braulio (it) à Bormio, en Lombardie,
  - barrage de Disueri en Sicile,
  - Centrale hydroélectrique de Presenzano pour lequel l'entreprise Girola, pour la sauvegarde de l'environnement, a obtenu le "Prix Ingersoll Rand Italie 1988".
  - conduites forcées pour les systèmes de refroidissement les centrales thermoélectriques de Tarente, Milazzo, Santa Panaria et pour la centrale nucléaire de Montalto di Castro.

- À l'étranger : 
  - le barrage de Kariba sur le Zambèze,
  - le barrage de Dez en Iran,
  - l'imposant barrage de Tarbela sur l'Indus au Pakistan,
  - le barrage de Roseires sur le Nil Bleu au Soudan
  - nombre d'ouvrages à travers le monde (Zimbawe, Soudan, Nigeria, Ghana, Argentine, Côte d'Ivoire, Turquie, Zambie, Colombie, Canada, Brésil, Uruguay, Chili, Venezuela, Pérou, Panama, Honduras, Irak, Tunisie, Chypre, Equateur, Cameroun, République Dominicaine),
  - le barrage Yaciretà Apipè sur le fleuve Paranà, (1983-1993), le dernier barrage avant l'intégration dans le groupe Impregilo.

### Secteur travaux maritimes
- En Italie : 
  - le brise-lames du port de Gênes,
  - l'embarcadère de Porto Marghera à Venise,
  - le terminal maritime de Sarroch à Cagliari,
  - le brise-lames du port industriel de Porto Torres en Sardaigne.
- À l'étranger :
  - le port de Rassid à Mogadiscio,
  - le port de Homs en Libye,
  - le port Mohammedia au Maroc.

### Secteur ferroviaire
- En Italie : 
  - le pont sur la lagune de Venise,
  - les lignes Gênes-Vintimille, Bologne-Foggia, Cumana-Naples,
  - la Direttissima Florence-Rome,
  - la ligne Bari-Tarente,
  - la conception et la construction du Domo 2, gare de triage. Le marché comprend les travaux de génie civil, la construction de 36 voies de triage et les liaisons avec la ligne internationale Arona-Domodossola (Italie-Suisse).

Les ponts représentent une des spécialités phare de l'entreprise. Les plus importants ont été construits à l'étranger, le pont Chaco Corrientes sur le Paranà et le troisième pont de la lagune de Lagos, le pont Posadas Encarnación à la frontière entre l'Argentine et le Paraguay, également sur le Paranà, et le deuxième pont sur le Bosphore, un des plus grands ponts suspendus du monde.

### Secteur métro
L'entreprise s'est vu confier plusieurs lots de lignes importantes de métro :
- Métro de Milan,
- Métro de Rome,
- Métro de Vienne
- Métro de New-York.

### Secteur autoroutes
- En Italie, l'entreprise a réalisé plusieurs lots de :
  - l'Autoroute A1 "du soleil" Milan-Bologne-Florence-Rome-Naples,
  - l'autoroute A19 Palerme-Catane,
  - l'autoroute A15 "della Cisa" Parme-La Spezia,
  - l'autoroute A51 Périphérique Est de Milan,
  - l'autoroute A10 "des Fleurs" Gênes-Sestri Levante,
  - la super-route FI-PI-LI Florence-Pise-Livourne,
  - l'autoroute A23 Udine-Carnia-Tarvisio l'une des rares autoroutes au monde en viaduc résistant aux séismes de magnitude 8[1].
 Le Séisme du 6 mai 1976 au Frioul a permis de définir la norme italienne antisismique pour les ponts et viaducs, la première au monde qui deviendra la norme internationale en la matière.
  - l'autoroute A5 Aoste-Tunnel du Mont Blanc,
  - la super-route SS.81 - Transcollinaire Piceno-Aprutina (it).

- À l'étranger, 
  - plusieurs tronçons de la route transcanadienne,
  - l'autoroute Kinali-Sakaria en Turquie, avec le deuxième pont sur le Bosphore,
  - l'autoroute Chengdu-Chongqing (zh) en Chine.

### Divers
Ouvrages ne pouvant être classées dans aucune catégorie :
- le sauvetage des temples d'Abou Simbel sur le Nil, en Égypte,
- travaux d'infrastructure pour l'installation industrielle de la municipalité de Balvano après le tremblement de terre d'Irpinia,
- usine d'épuration des eaux usées du secteur de Naples Est,
- la réhabilitation hydrogéologique de la municipalité de San Mango
- l'aéroport Orio al Serio de Bergame,
- l'usine d'élimination des déchets solides de Macomer en Sardaigne.

A l'étranger, l'entreprise Girola est intervenue :
- canal de Tassaout au Maroc
- imposant complexe hôtelier, en Thaïlande,
- réseau d'irrigation à Mae Kuang de plus de 250 km en Thaïlande.

L'entreprise Girola participe, depuis sa fondation en 1982, au Consortium Venezia Nuova engagé dans la mise en œuvre d'un grand projet de protection de Venise et de rééquilibrage hydrogéologique de l'ensemble du territoire lagunaire.

## L'intégration dans Impregilo
En 1993, Girola S.p.A. a accueilli positivement l'opération de fusion-intégration qui a conduit au regroupement des entreprises Fiat Impresit, Cogefar, Girola et Lodigiani pour former le groupe Impregilo S.p.A., la première entreprise italienne dans le secteur de la construction, au coude à coude avec Astaldi SpA, la douzième au monde (1994), avec un chiffre d'affaires qui s'élève à plus 4 000 milliards de £ires soit 2,10 milliards €uros (2020). En 2015, le groupe Salini-Impregilo a facturé 4,74 milliards €uros dont 85% à l'étranger.